# Tlatemalco
Tlatemalco är en ort i Mexiko.   Den ligger i kommunen Chontla och delstaten Veracruz, i den sydöstra delen av landet, 240 km nordost om huvudstaden Mexico City. Tlatemalco ligger 148 meter över havet och antalet invånare är 121.
Terrängen runt Tlatemalco är huvudsakligen platt, men åt sydost är den kuperad. Runt Tlatemalco är det ganska tätbefolkat, med 67 invånare per kvadratkilometer. Närmaste större samhälle är Tamalín, 17,6 km öster om Tlatemalco. Trakten runt Tlatemalco består till största delen av jordbruksmark.